# Microsema inapicata
Microsema inapicata är en fjärilsart som beskrevs av W. Warren 1907. Microsema inapicata ingår i släktet Microsema och familjen mätare. Inga underarter finns listade i Catalogue of Life.